# Апий Клавдий Кавдекс
Апий Клавдий Кавдекс (на латински: Appius Claudius Caudex) e политик на Римската република през 3 век пр.н.е.

## Биография
Произлиза от фамилията Клавдии. Внук е на Апий Клавдий Цек, син на Гай Клавдий и брат на Публий Клавдий Пулхер (консул 249 пр.н.е.).
През 264 пр.н.е. Кавдекс е консул с Марк Фулвий Флак.
Той превзема град Месина, има победа и против Сиракуза. Това е една от причините за започването на първата пуническа война.